# 雷金納·麥德寧
雷金納·麥德寧（英語：Reginald Maudling，1917年3月7日—1979年2月14日），英國政治家，曾擔任多個內閣職位，包括財政大臣。他是保守黨自1955年以來的一個潛在領導者，曾兩次認真考慮。他是愛德華·希思的主要競爭對手。在1965年他在英國金融世界擔任董事。
雷金納·麥德寧擔任內政大臣，負責北愛爾蘭問題，包括1972年血腥星期日政策，此後不久，他因一個不相關的醜聞而離開內閣。他是彼尔德伯格集团督導委員會的成員。